# Bruno Paetsch
Bruno Heinrich Paetsch (* 26. Dezember 1891 in Danzig; † 9. Januar 1976 in Hamburg) war ein deutscher Maler und Grafiker.

## Leben
Bruno Paetsch wurde 1891 als Sohn von Marie Juliane Ortmann und Gustav Adolf Paetsch geboren. Sein Bruder war der Komponist und Musikwissenschaftler Alfred Waldemar Paetsch (1902–1960). Er heiratete am 24. Dezember 1925 Frida Maria Mathilde Groll in Königsberg. Aus der Ehe gingen zwei Töchter hervor (Marianne Gertrud Hildegard, *1932 und Renate Christine Friederike, *1935).
Er besuchte in Danzig das Königliche Gymnasium und absolvierte anschließend die Danziger Kunstgewerbeschule. Nach dem Ersten Weltkrieg lernte Paetsch an der Staatlichen Kunstakademie Berlin.
1933 erhielt Paetsch ein Stipendium für einen einjährigen Aufenthalt an der Villa Massimo in Italien. Paetsch war Mitglied der Gemeinschaft Schlaraffia. In einer Danziger Kirche im Stadtteil Jelitkowo schuf er das Altargemälde.
Während des Zweiten Weltkriegs verbrannte ein Großteil seines Werkes, viele Bilder wurden vernichtet. 1944 hing sein Bild "Weichsel bei Thorn" im Danziger Stadtmuseum in einer Ausstellung zu westpreußischen Malern.
1945 floh die Familie über Neumünster nach Hamburg, wo Paetsch in Barmbek an einer Schule in der Osterbekstraße (Uhlenhorst) als Zeichenlehrer arbeitete. 1975 verlieh ihm die Vertretung der Freien Stadt Danzig für sein Werk den Danziger Kulturpreis.
1986 zeigte das Haus Hansestadt Danzig in Lübeck die Ausstellung "Bruno Paetsch – Ein Danziger Maler". Veranstalter war der Danziger Förderkreis e. V. Weitere Einzel- und Kollektivausstellungen gab es nach dem Krieg in Hamburg im Kunsthaus, in Berlin im Schloss Charlottenburg, in München im Haus der Kunst, in Baden-Baden in der Staatlichen Kunsthalle, in Darmstadt in der Mathildenhöhe, in Stuttgart im Württembergischen Kunstverein, in Bamberg in der Neuen Residenz, in Fulda im Vonderaus-Museum, in Lüneburg im Museumsverein und in Nürnberg im Künstlerhaus. 1971/1972 zeigte die Hamburger Theater-Galerie die Ausstellung "Bruno Paetsch nach 1945".
2015 zeigte das Museum Rade in Reinbek eine Ausstellung mit ungefähr 50 Werken Paetschs, die nach 1945 entstanden. Sein Werk Alpenveilchen hängt bis heute im Danziger Nationalmuseum, das 2016 eine Ausstellung mit Werken Paetschs und des Künstlers Max Slevogt zeigte.

## Werk
Paetschs frühes Werk ist dem Impressionismus zuzuordnen, später widmete er sich mehr dem Expressionismus. Seine Zeit in Italien ist dem Monumentalstil zuzuordnen.
Paetsch malte auch nach der Flucht nach Hamburg immer wieder seine Heimat Danzig.